# Parazetekella
Parazetekella is een geslacht van wantsen uit de familie van de Tingidae (Netwantsen). Het geslacht werd voor het eerst wetenschappelijk beschreven door Nel in Waller & de Ploég.

## Soorten
Het genus bevat de volgende soort:

- Parazetekella eocenica Nel, Waller & de Ploég, 2004